# Villa (San Tirso)
Villa es una entidad de población española de la parroquia de San Tirso, perteneciente al municipio de Candamo, en la comunidad autónoma de Asturias.

## Historia
Hacia mediados del siglo XIX, el lugar, ya por entonces perteneciente a la parroquia de San Tirso del municipio de Candamo, tenía contabilizada una población de 77 habitantes. Aparece descrito en el decimosexto y último volumen del Diccionario geográfico-estadístico-histórico de España y sus posesiones de Ultramar de Pascual Madoz con las siguientes palabras:

VILLA: l. en la prov. de Oviedo, ayunt. de Candamo y felig. de San Tirso. sit. en la vertiente meridional de la altura de Sarrapio, formando encañada con la colina del barranco de Quintana, la cual arranca desde el l. de Otero, y va á desaguar en el Nalon junto á la barqueria de esta felig.; las vertientes opuestas de la espresada altura, caen sobre el Narcea por la parte de Quinzanas. terreno: calizo y regularmente fértil. prod.: maiz, habas, escanda, patatas y otros frutos. pobl.: 18 vec., 77 alm.
(Madoz, 1850, p. 94)

En 2023, la entidad singular de población tenía empadronados 16 habitantes, todos ellos diseminados.